# Zlatko Vujović
Zlatko Vujović (Sarajevo, 26. kolovoza 1958.) hrvatski nogometni trener i umirovljeni nogometaš. Jedan je od slavnih igrača splitskog Hajduka.
Ime je zaradio igrajući u matičnom Hajduku čak 10 godina. Tijekom tog razdoblja bio je prvak Jugoslavije 1978./79. i osvajač Kupa maršala Tita 1983./84. Probojan i jedan od najbržih hrvatskih napadača ikad, najbolju sezonu u "bilom" bilježi 1984./85. kada u 34 utakmice postiže čak 25 golova. Nakon odlaska iz Splita mijenjao je klubove po Francuskoj, ali u svakom bio standardan i uspješan. U Bordeauxu je 1987. osvojio francusko prvenstvo i kup. Dulje je vrijeme držao rekord u broju iznuđenih jedanaesteraca. Najvažnija karakteristika u njegovoj igri je bila njegova brzina i fanatična borbenost.
U jugoslavenskoj je reprezentaciji zabilježio preko 70 utakmica, nastupivši i na Olimpijskim igrama 1980. u Moskvi, te na 2 Svjetska prvenstva, u Španjolskoj 1982. i Italiji 1990. i jednom Europskom prvenstvu, u Francuskoj 1984.
Debitirao je protiv Cipra u Nikoziji 1. travnja 1979., a od uspješne se reprezentativne karijere oprostio 14. studenog 1990. u Kopenhagenu. 
Danas je Zlatko pomoćni trener (demonstrant) u Hajdukovoj omladinskoj školi.
Njegov brat blizanac Zoran, također je bio uspješan Hajdukov nogometaš.